# Грифон (Каролинги)
Вижте пояснителната страница за други личности с името Грифон.
Грифон (Grifo; * 726, † 753, Сен Жан де Морен) e син на майордом Карл Мартел и втората му съпруга Сванхилда (725 – 741), племенница на херцог Одило на Бавария.

## Биография
Той е половин брат на Хилтруда и синовете на баща му от първатата му съпруга Ротруда, Карлман и Пипин Млади, които получават царството след смъртта на Карл Мартел 441 г. Останалият без наследство Грифон проявява претенции против тях, а те го затварят в манастир. Оттам успява да избяга при чичо си Одило в Бавария.
През 747 г. Карлман предава своите земи на Пипин и отива в манастир. Тогава той въстава отново. През 748 г. Одило умира и Грифон има вероятност да стане херцог на Бавария, понеже е също от Агилолфингерите. Пипин го прогонва и поставя Тасило III за херцог, младият син на Одило и сестра му Хилтруда, на престола, обаче като васал на франките.
В решителната битка при Сен Жан де Морен в Алпите през 753 г. узурпаторът Грифон е убит.